# 日の丸あげて
『日の丸あげて』（ひのまるあげて）は、新谷かおるによる日本の漫画である。『コミックバーズ』（幻冬舎コミックス）にて、1999年から2001年にかけて全15話連載された。コミックスは全2巻。2012年に幻冬舎から2巻を1冊にまとめたベスト版が出版されている。

## あらすじ
テキサスで獣医をしている叔父の手伝いをしている日の丸。大牧場であるミラー家に予防接種に来たことからエアレースの存在を知る。見知ったパイロットだったバーニーがレース中に事故で死亡したことから、アニーに引きずられる形で新設されたエアレースのカテゴリー「V1クラス」を知り、その世界へ足を踏み入れる。
日の丸の戦闘操縦に関する素質は抜群で、それと知らないまま木の葉落としを成功させるなど、戦闘機パイロットだった翔をも驚愕させる才能を見せた。その後、翔の特訓を受けて日の丸はV1パイロットとしての才能を開花させる。
パニックからレース中の空戦で、僚機であるアニーのP-51を誤射してしまった日の丸は、自分には才能がないと思い込み、そのままパイロットを辞めようとするが、翔の遺言を聞いて気持ちを立て直した。

## 登場人物

### メイン・キャラクター
巫女神 日の丸（みこがみ ひのまる）
日本人。年齢は不明だが18歳以上ととれる描写がある。テキサスで獣医をしている叔父の手伝いとして小型飛行機のパイロットをしていた。子牛の予防接種のためにミラー家の牧場に赴いたところ、アニーの乗るライトニングとニアミスを起こしたことをきっかけにエアレースのことを知る。もとは日本に住んでいたが、日本人特有の閉鎖的体質が性に合わず、逃げるようにアメリカの叔父の所にやってきた。
120時間程度の飛行経験で木の葉落としをして見せるなど、飛行センスはズバ抜けている。
アンヌマリー・ミラー
テキサスで大牧場を営むミラー家の末娘、17歳（のちに18歳）。通称アニー。天真爛漫でおおらか、日の丸が見とれるほどの肢体の持ち主。
自身もアンリミテッドクラスのパイロットで、P-38を駆っていた。バーニーの死を切っ掛けにV1クラスを知り、H.R.Dのあるラスベガスに押し掛け、そのままパイロットになる。
パイロットとしての技量は日の丸に劣るが、ポジションの攻守を入れ替える力技や空戦を捨ててスペシャルステージで点数を稼ごうとするなど、状況判断力やそれをやり遂げる度胸は抜群。
最低でも二人の姉がいるが全員上院議員と結婚している。自分も同じような（道具としての）人生を歩まされることを嫌い、エアレースにのめりこんでいった。
天馬 翔（てんま しょう）
ラスベガスに本拠を置くエアレースのチーム「H.R.D（ハリケーン・レーシング・ディベロップメント）」のメインパイロット。もとは航空自衛隊でファントムのパイロットをしていた。当然ながらパイロットとしての力量は二人を遥かに凌ぐ。
実は癌に侵されており、二人が訪ねてきた時はすでに転移が始まっていた。それでも二人の素質を信じ、治療を遅らせて特訓を施した。
V1クラス本選途中に死亡。叱咤とも激励とも取れる遺言を日の丸に遺した。

### H.R.D（ハリケーン・レーシング・ディベロップメント）スタッフ
柳 恭平（やなぎ きょうへい）
H.R.D代表も兼ねる中年男性。中肉中背でメガネをかけている。温厚な性格だがチーム運営ではシビアで、いきなりやってきてV1パイロットになりたいと言ったアニーに難色を示したり、パイロット3人体制は（経済的に）余裕はないと言っている。
人脈も相応に広く、アニーの父の圧力でP-51の部品調達が困難になった時、とあるコレクターから五式戦闘機を買い取った。
ゆうきまさみの作品、『機動警察パトレイバー』の登場人物、内海を元とするキャラクターで、スターシステムで他作品にも同名・別名で度々登場している。初出は『エラン』の「火つけの柳」だが、今作品でフルネームが明らかになった。『ジェントル萬』に同名で登場しており、『RAISE』ではグラハム・バーンズとして登場している。
トム
H.R.Dに所属する老齢のメカニック。小柄でハゲ頭、顔の下半分はヒゲでおおわれている。腕は確かだが所謂「スケベジジィ」でアニーにパンティ（しかも布地の少ないもの）を贈ろうとして以来、彼女に嫌われている。
ジェットエンジンの登場によって、未知数な面があるまま二線級扱いされているレシプロエンジン機の可能性を信じている。

### エアレース・パイロット
バーナード・カニンガム
ミラー家のチームに所属するパイロット。通称バーニー。アニーとキスしていたが、恋人ではないらしい。腕は確かだがやや高飛車。搭乗機名はレッド・ショック。ナホのレースを期にV1チームへ鞍替えする予定だったが、このレースで事故を起こし死亡。
ロバート・ゲイン
ナホのレースでバーニーと競った。搭乗機名はナダレ。
アンソニー・ブラニガン
チーム・ローレンに所属するパイロット。口髭を生やし、不敵な印象を醸し出している。搭乗機名はホーカー シーフューリーを改造したデビル・ライダー。ナホのレースでバーニーと接戦を演じ接触事故を起こすが、墜落せずにすんでいる。
コーネリアス・ライアン
V1クラスにエントリーしているチーム「デビル・レーシング」のパイロット、男性。通称コニー。軽薄そうな顔立ち、他者に嫌がらせして喜ぶ性格と、敵にすると厄介だが、国際大会のアメリカ代表となってからは日の丸たちに歩み寄り、相談にも乗るなど気のいいところを見せている。技量は高く、脱落者続出の本選1日目を見事に生き残った。
スザンヌ・ヘッド
V1クラスにエントリーしているチーム「デビル・レーシング」のパイロット、女性。通称スージー。目が隠れるほど前髪を伸ばしており、表情が分かりにくい。また、アニーに劣らぬグラマラスな肢体をもつ。技量はコニーに劣り、本選1日目で脱落。しかし一定のポイントを得ていたため敗者復活戦には名を連ねる。コニーから発破をかけられ、恥ずかしがりながらも日の丸に中指立てて見せるなど負けん気の強さを発露していた。
マデリーン
ドイツのチームのパイロット、女性。五式戦で飛ぶ日の丸の飛行センスの良さを褒めた。
マデリーンの兄。
同じチームのパイロットだが、名前は出てこない。ライバル機との馬力差を気にしているほか、機体の国籍にこだわる面も見られた。
スコット、ダイアナ
名前のみの登場。ドイツチームのライバルと目される。
エドガー
名前のみの登場。マデリーンの兄がライバルと認識しているパイロット。搭乗機はネピア・セイバーに換装したタイフーン。

### その他の人物
巫女神 昇平（みこがみ しょうへい）
日本人、男性。壮年でかなり太っている。日の丸の叔父で、アメリカで獣医をしている。
ミスター・ミラー
アニーの父で大牧場のオーナー。アメリカの資産家は自身が任期という縛りのある政治家になるより、政治家の外戚や後援者となることで実権を握ろうとする傾向があるが、ミラー家は開拓時代以来の名家と地元近辺ではかなりの政治力をもつ。
自身の政治力拡大以外に興味は乏しく、アニーにパイロットライセンスの取得を許可したのも、いずれ上院議員の妻として差し出す時のアクセサリー程度にしか考えていなかった。アニーが空戦ありのV1にエントリーしたことを野蛮と決めつけ、幽閉同然に軟禁しようとするが逃げられ、徒労に終わる。
サイラス
ミラー家の牧場の従業員。牧場で使用する航空機の格納庫の宿直をしていたが、家から抜け出したアニーに飛行機を奪われてしまった。その顔立ちは新谷マンガによく登場する所謂「テンプレ顔」。
メルクリン
ドイツチームの関係者。チーム機体のチューンナップの指揮をとった。

## 登場機体
実際のエアレースでも第2次世界大戦時の戦闘機を改造して使われることがよくあり、作中でもアメリカ軍の戦闘機を中心に多数の航空機が登場している。
P-51
作中に最も多く登場する航空機、通称ムスタング。太平洋戦争で活躍した戦闘機。改造OKのエアレースだけに機体のバリエーションも多い。V1での日の丸も、初期はこの機体を使っていた。エアショー用・レース用・プライベート用と需要の多さもあって現在でも各種パーツに関しては生産されており、外見が古くとも中身は現行品とのこと。
レッド・ショック
バーニーの愛機。ベースはP-51だが、フレームの一部をのぞいてほぼ別物となっている。それによって速力と旋回性能を得たが、その代償として機体の異常振動を引き起こし、接触事故の末に墜落した。
P-38
アンリミテッドクラスでのアニーの乗機、通称ライトニング。太平洋戦争で活躍した戦闘機。エンジンに整備不良があったらしく、頻繁にトラブルにあっていた。V1予選でもこの機体を使っている者がおり、日の丸からの銃撃を受けていた。
シーフューリー
第2次世界大戦時のイギリス製の戦闘機。エアレースではP-51に並ぶ人気の機体。作中ではナホのレースでブラニガンが（プロペラを5枚羽に換装して）使用していた。
T-6
第2次世界大戦勃発前に初飛行を行ったアメリカの練習機、通称テキサン。操縦のしやすさが特徴で、武装を外したものが民間機として現在でも運用されている。H．R．Dにも2機あり、日の丸とアニーのテストに使われた。ミラー家にも1機あり、自宅に監禁されたアニー（と日の丸）が再びラスベガスに赴くために強奪した。
Bf109
ドイツのチームが使用していた機体。ドイツのメッサーシュミット製。マデリーンらはさらに大出力エンジンに換装しているが、機体バランス的にはギリギリ。
五式戦闘機
使用不能となった日の丸のP-51にかわり、恭平が調達してきた機体。日本製だが登場が太平洋戦争末期のため、ほとんど活躍していない。しかしその性能は軍上層部の思惑を超えて高レベルであり、日本へ来襲したムスタングやヘルキャットと互角に戦った（トムの父も戦闘機パイロットだったが、太平洋上空で五式戦と戦い手こずったあげく撃墜されたと語っている）。ほぼオリジナルのままだが、未使用状態のままシカゴのコレクターに引き取られ、保存状態もきわめて良好だったため、劣化などは全くみられなかった。また、最初から良質の燃料やオイルを使用しているためエイジングによって性能が底上げされており、既存のパーツがエンジンパワーについていけなくなるなど、その底力は未知数。トム爺は補器類のアップデートを進め、ロッキード製の特注パーツを発注した。日の丸自身、飛んでいるとどんどん（機体と）同化しているのが分かるとしながらも、未知の部分が多すぎると戸惑っている。
F7F、P-63、P-47、スピットファイア、マッキ MC205、等々
それぞれ、V1レースに出場するチームの機体として1、2コマ登場する。そのシーンも離陸前の暖機運転から空中戦で攻撃を仕掛ける（仕掛けられる）シーン、あるいは撃墜判定された上に機体トラブルを起こして不時着したものまで様々。

## エアレースについて
- V1クラスをのぞいて、ルールは実在するエアレース『リノ・エアレース』を基にしている。
- 基本的なルールは「コースを規定回数周回すること」「コース上にあるパイロン（高さ15メートル）の外側、上を飛ぶこと」の2つ。パイロンの内側、パイロンの標識の下を飛んだ場合は失格となる。一番早くゴールした機体が勝利。
- クラス（階級）は3つ。のちに「V1クラス」が新設されて4つとなる。V1新設前はアンリミテッド（無制限の意味。自由に機体改造を行えるカテゴリーらしい）が最高とされ、それ以外は機種、搭載エンジンの馬力、改造内容に制限が加えられているものと推測される。（クラス名は登場せず）
- 新設されたV1クラスはコースの途中に2、3カ所の空戦エリアが設けられており、ここで一定時間「空戦」を行うことができる。そのため、V1に参加する機体には機銃と同期したCDC、弾薬はペイント弾含む模擬弾が搭載されている。敵機からの攻撃を受けると「被弾ポイント」が加算され、100ポイントを超えると「撃墜」とみなされ失格となる。逆に撃墜すると高得点が与えられ、レース上では有利となる（作中で翔が「極端な話、最初の空戦で5機撃墜すれば、残りは飛ばなくても優勝できる」と言っている。また、複数の敵機から攻撃され撃墜された機体については、各敵機が与えたダメージによって得点が分配される）。また、アンリミテッド以下のクラスと同様パイロンによる指定コースや狭い渓谷通過などのスペシャルステージがあり、通過順によって高得点が与えられる。
- パイロットの性別に関するルールは言及されていないが、V1クラスでパイロット2名が判明しているチームは片方が女性となっている。（アニー、スージー、マデリーン、ダイアナの4名）
- 国籍マークはアクセサリと見なし、所属チームの国とは無関係で良い。